# Самарлаг
Самарла́г, Сама́рский исправи́тельно-трудово́й ла́герь (Самарский ИТЛ) — подразделение, действовавшее в структуре Управления Строительства Куйбышевского гидроузла (СКГУ, Куйбышевстрой) Главного управления исправительно-трудовых лагерей Народного комиссариата внутренних дел СССР. Было создано в 1937 году для строительства Куйбышевского гидроузла.

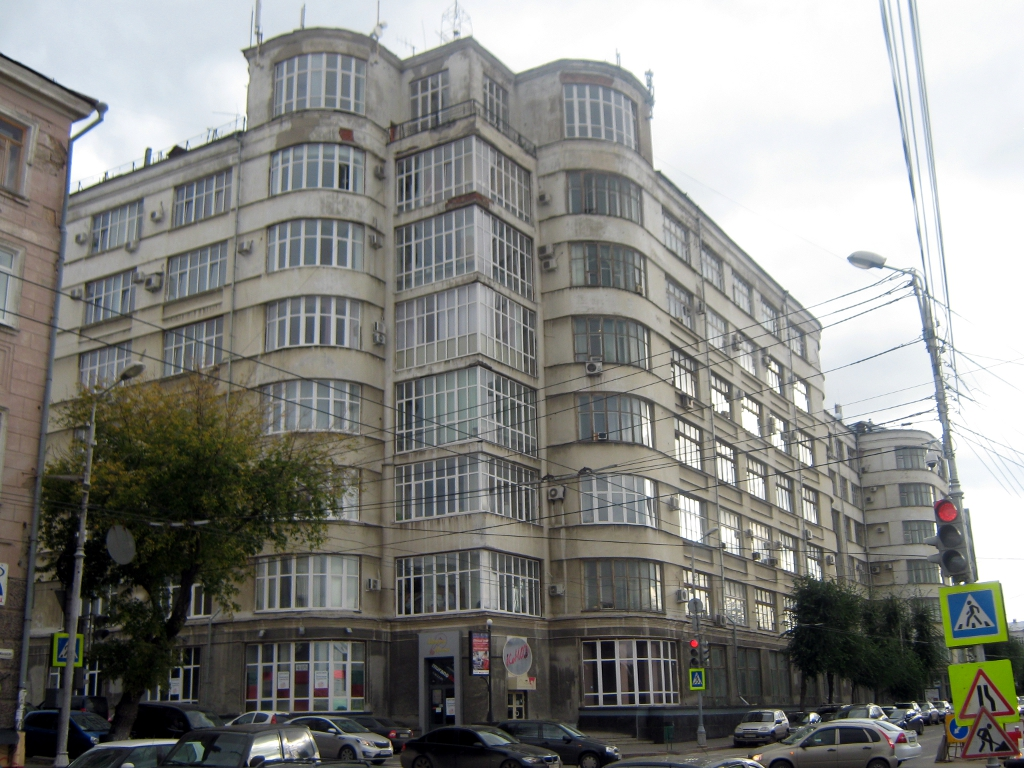
Дом промышленности, где находилось управление Самарлага

Начальником Самарлага был майор госбезопасности П.В. Чистов, помощником начальника — М. М. Кузнецов. Управление Самарлага располагалось в куйбышевском Доме Промышленности.
1 августа 1937 года совместным постановлением Совнаркома СССР и ЦК ВКП(б) было принято решение о строительстве гидроэлектростанции на Волге в створе Жигулёвских гор.
Постановлением Совнаркома от 11 октября 1940 года строительство гидроузла было законсервировано, так как более актуальными были признаны работы по строительству авиационных заводов в районе Безымянки.
Число заключённых, трудившихся в Самарлаге, по годам
- в октябре 1937 года — 2159 человек
- в январе 1938 года — 15 894 человека
- в октябре 1938 года — 30 233 человека
- в январе 1939 года — 36 761 человек
- в январе 1940 года — 29 546 человек
- в августе 1940 года — 23 637 человек.[5]

По численности заключённых Самарлаг занимал восьмое место из 42 лагерей НКВД и второе — среди лагерей, находившихся в европейской части СССР. В 1939 году в Самарлаге трудились 2,8 % от общей численности заключённых в системе ГУЛАГа.
Общий объём работ по строительству гидроузла оценивался в 1,5 млрд рублей. Однако организационные проблемы привели к свёртыванию всех работ. За период с сентября 1937 по май 1941 г. общие убытки составили 45 млн рублей. Частые смены руководства строительством[уточнить] привели к тому, что уже летом 1940 года началась фактическая консервация стройки, а 11 октября 1940 года строительство Куйбышевского гидроузла было официально приостановлено. Часть заключённых, управление строительства и инженерно-технический персонал перевели на строительство Волго-Балтийского водного пути.
Другие объекты
Кроме строительства ГЭС, силами заключённых Самарлага строились следующие объекты:
- Безымянская ТЭЦ (строительство не окончено)
- Куйбышевская ТЭЦ (строительство не окончено)
- дизельная электростанция Жигулёвской подстанции
- цементный завод
- механический завод
- кирпичный завод (киркомбинат)
- участки железной дороги Безымянка — Красная Глинка (42,5 км), Сызрань — Переволо́ки (59 км), дорожные магистрали Красноглинского узла,

а также велось жилищное строительство.
Отдельные готовые и недостроенные объекты законсервированного Куйбышевского гидроузла в соответствии с постановлением правительства в 1940 году были переданы от Управления Строительства Куйбышевского гидроузла вновь созданному Управлению особого строительства (Особстрою) под руководством А. П. Лепилова, а в ведении Безымянлага оказались сооружения и лагпункты бывшего Самарлага. В приказе наркома НКВД Берия предписывалось:
«Произвести передачу Управлению Особого Строительства НКВД СССР нижеперечисленных предприятий, хозяйств и материально-имущественных ценностей. Передаче Управлению Особого Строительства подлежат: 1. Безымянская ТЭЦ с линиями электропередач. 2. Куйбышевская ТЭЦ с линиями электропередач. 3. Центральный механический завод. 4. Киркомбинат. 5. Куйбышевский ДОК. 6. Строительство жилых домов в г. Куйбышеве. 7. Красноглинская железная дорога (с подъездными путями). 8. Жигулёвская контора нерудных материалов. 9. Жигулёвский ДОК. 10. Жигулёвская лесобиржа. 11. Зубчаниновский участок. 12. Новосемейкинский участок. 13. Торгпит. 14. Совхозы и сельхозы.
Все предприятия передаются с имуществом, ценностями, аппаратом, рабсилой, активами и пассивами».
Остальные объекты СКГУ во второй половине 1940 года были ликвидированы (Ульяновский и Управленческий районы, Мелекесский, Переволокский и Ширяеевский участки), а заключённые в количестве 8000 человек, инженерно-технический и административный персонал, имущество были направлены во Вытегорский исправительно-трудовой лагерь Вологодской области на строительство участка Волго-Балтийского водного пути от Онежского озера до истока реки Шексны.

## Начальники
- Заковский Л. М. (с 20 апреля 1938)[9]
- Жук С. Я. (апрель 1938 — июнь 1939)
- Чистов П. В. (1939—1940)
- Кузнецов М. М. (1940)